# هاي سكول غيرلز
هاي سكول غيرلز وتسمى أيضا (女子 高 生، جوشي كوسي؟) سلسلة مانغا كوميدية من تأليف أوشيما تووا. الذي كان تسلسل أصلا في مجلة أسبوعية من عام 2001.
وقد تم نشر سلسلة مانغا في أمريكا الشمالية من قبل DrMaster (سابقا ComicsOne)، أنتجت المانغا ألى مسلسل أنمي تلفزيوني من قبل استوديو آرمس كوربوريشن، تم توزيع أنيمي في جميع أنحاء المنطقة من قبل وسائل الإعلام تحت اسم فتاة السامية، وإزالة «في مدرسة ثانوية للبنات» من العنوان.

## الصلات الخارجية
- The official Futabasha High School Girls website
- The official High School Girls TV anime website
- Towa Oshima's official websit
- The official DrMaster High School Girls website.